# Tupadły (województwo pomorskie)
Tupadły (dodatkowa nazwa w języku kaszubskim Tëpadla , niem. Tupadel, daw. Tupadła) – wieś w Polsce, w województwie pomorskim, w powiecie puckim, w gminie Władysławowo. Według danych urzędu miejskiego, w 2021 roku sołectwo zamieszkiwało 496 osób.
Wieś królewska w starostwie puckim w powiecie puckim województwa pomorskiego w II połowie XVI wieku.
Na koniec 1892 r., łącznie z Rozewiem, wieś zamieszkiwało 348 osób. Dla 314 z nich językiem ojczystym był kaszubski (308 katolików, 6 ewangelików), dla 34 niemiecki (wszyscy byli ewangelikami).
Do 1934 jednostkowa gmina Tupadła, 1934–1954 wieś w gminie Strzelno, 1954–1959 wieś w gromadzie Mieroszyno, 1960–1963 wieś w gromadzie Karwia, 1963–1969 część osiedla Jastrzębia Góra, wieś 1970–1972 w gromadzie Strzelno, 1973–2014 część miasta Władysławowo, od 2015 wieś w gminie Władysławowo, 1 stycznia 2015 stała się wsią.
Bliskie sąsiedztwo z Jastrzębią Górą zmieniło charakter z miejscowości rolniczej na typowo letniskową.
W Tupadłach znajduje się Cmentarz Parafialny oraz Kaplica Zmartwychwstania Pańskiego należące do Parafii Rzymskokatolickej pw. św. Ignacego Loyoli i św. Andrzeja Boboli w Jastrzębiej Górze.
Według spisu powszechnego z 1921 r. wieś Tupadła (bez Rozewia) miała 405 mieszkańców.

## Osoby związane z miejscowością
W 1917 r urodził się w Tupadłach Józef Jeka, as myśliwski II wojny światowej.

## Samorząd lokalny
Samorząd Władysławowa utworzył jednostkę pomocniczą – sołectwo „Tupadły”. Organem uchwałodawczym sołectwa jest zebranie wiejskie. Organem wykonawczym jest sołtys. Dodatkowo sołtysa w jego pracy wspomaga rada sołecka, który łącznie z nim liczy od 4 do 7 członków. Sołtys i rada sołecka są wybierani przez zebranie wiejskie wyborcze.